# Аббасов, Мирза Али
Мирза Али Аббасов (1874—1943) — актёр азербайджанского театра в Тбилиси.  Заслуженный артист Республики (1924).
Дебютировал в 1898 в роли Фарраша в комедии Мирзы Ахундова «Везир ленкоранского ханства». Выступал в азербайджанской драматической труппе в Тифлисе, участвовал в гастролях в Тебризе, Ташкенте и др. городах. Был одним из организаторов, ведущим актёром и режиссёром с 1916 года азербайджанского театра в Тифлисе. Играл в основном трагедийные роли в манере, близкой крупнейшему азербайджанскому актёру Араблинскому.
Наиболее значительные роли: Каджар в исторической трагедии Ахвердова «Ага Мухаммед-шах Каджар», Отелло в трагедии В.Шекспира, Франц в драме Ф. Шиллера «Разбойники».